# Catedral de Sveta-Nedelya
Santo Domingo o Sveta Nedelya (Света Неделя en búlgaro) de Sofía es una de las catedrales que la Iglesia Ortodoxa Búlgara posee en la capital de Bulgaria, y que se encuentra situada bajo la autoridad directa de la diócesis de Sofía.
Aunque se trata de un monumento cuyos inicios datan posiblemente del siglo X (Sveta Nedelya fue originalmente, por esa época, una iglesia edificada con piedra y madera), se trata de un templo que ha padecido frecuentes daños con el transcurrir de los siglos, habiendo sido destruida en varias ocasiones para ser nuevamente reconstruida después.

## Historia
Mencionada por vez primera por un viajero alemán, Stéphane Gerlach, en el año 1578, la iglesia se convirtió en el siglo XVIII en la residencia de un obispo. Conserva, desde aproximadamente el año 1460, los restos del rey serbio (y santo) Esteban Uroš II Milutin, lo que hizo que fuese rebautizada a finales del siglo XIX como iglesia del Rey Santo (Свети-Крал), nombre que la catedral llevó hasta principios del siglo XX.
El 25 de abril de 1856, la iglesia fue derruida completamente para hacer sitio para la edificación de un edificio de mayor envergadura, una catedral que medía 35,5 m de largo y 19 m de ancho. Las obras de la nueva catedral se iniciaron en la primavera de ese mismo año, aunque un terremoto que se produjo en la zona en 1858 prolongó los trabajos hasta 1863. La nueva catedral fue oficialmente inaugurada el 11 de mayo de 1867 en presencia de 20.000 personas.

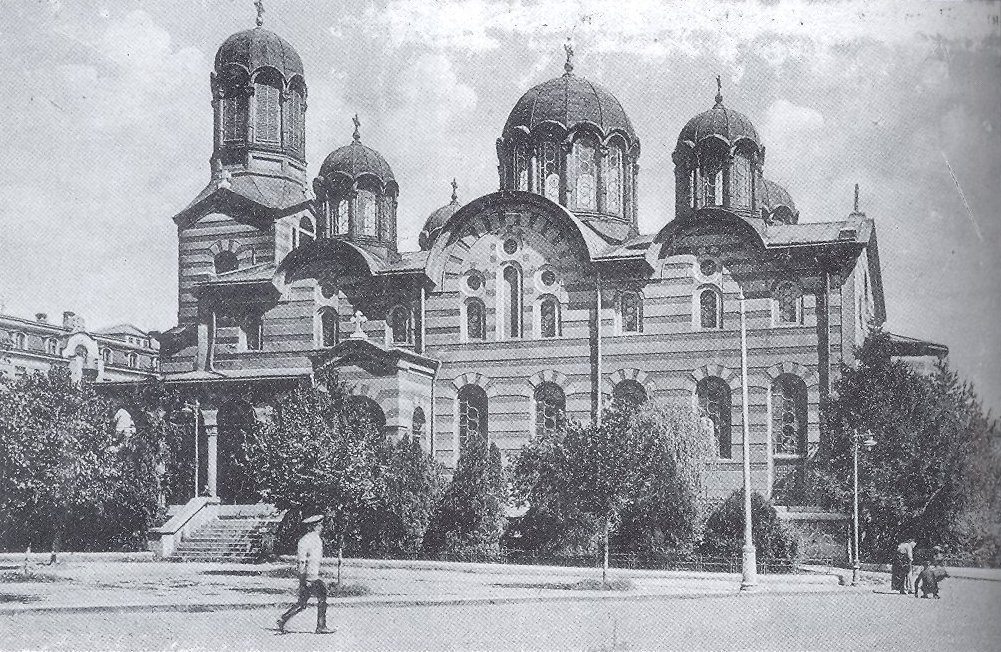
La catedral de Sveta Nedelya, en 1922, tal como era antes del atentado.

La catedral fue renovada en 1898, añadiéndole nuevas cúpulas. Un exarca de la Iglesia oriental búlgara, José I, fue enterrado en la catedral en 1915.

### Atentado de 1925 y reconstrucción
El 16 de abril de 1925, la catedral quedó arrasada por un atentado con bomba que pretendía acabar con la vida del rey Boris III, con el resultado de 128 personas fallecidas. La reconstrucción no se inició hasta el verano de 1927, para concluir en la primavera de 1933; la catedral fue nuevamente inaugurada el 7 de abril de 1933. En esta ocasión, el nuevo edificio medía 30 m de largo, 15,5 m de ancho, y tenía una cúpula central de 31 m de altura. El iconostasio dorado, que había sobrevivido al atentado, fue devuelto a la nueva catedral.
Las decoraciones murales fueron realizadas por un equipo dirigido por Nikolay Rostovtsev, entre 1971 y 1973. Posteriormente, entre 1992 y 1994, el suelo fue completamente renovado y se barnizó la columnata del norte. En 2000, la fachada fue rebajada; y en 2002, se instaló un sistema electrónico para el repique automático de las once campanas.

## Nombre
El origen del nombre Sveta Nedelya es bastante oscuro. Puede traducirse como «Domingo Sagrado», «Santa Nedelia», o incluso «Santo Domingo» –también por el día de la semana–, dependiendo de la etimología que se tome como referencia. Según la página web ortodoxa búlgara pravoslavieto.com, la iglesia fue mencionada por un viajero alemán, Stefan Gerlach[¿ortografía?], en 1578, quien dijo que se la conocía por diversos nombres, entre ellos «La Iglesia del Señor» (en búlgaro: Gospodnya Tsurkva) e «Iglesia de Jesucristo» (Tsurkva Isus Hristos) pero, de forma más relevante, por el nombre griego de Kyriaki, una palabra que significa, literalmente, «Domingo» (el día de la semana), pero que a su vez deriva de Kyrios – «Señor» (o sea, Domingo, o Kyriaki = «El día del Señor» y de ahí la «iglesia del Señor». Más aún, Kyriaki es también el nombre de una mártir cristiana del siglo III, Ciriaca o Dominica de Tropea, conocida en búlgaro como Sveta Nedelya (Nedelya = «Domingo»). Así que, aunque parece hoy en día que su nombre se refiere a lo sagrado del domingo, día de la semana, puede que originalmente se refiriera a la joven mártir santa, o, en último término, a Jesucristo.